# Esporte Clube Pinheiros (pallavolo femminile)
L'Esporte Clube Pinheiros è una società pallavolistica femminile brasiliana, con sede a San Paolo: milita nel campionato brasiliano di Superliga Série A e fa parte della omonima società polisportiva.

## Storia
L'Esporte Clube Pinheiros inizia il programma pallavolistico negli anni quaranta, all'interno della società polisportiva dell'Esporte Clube Pinheiros. Dopo la nascita del campionato brasiliano, il club prende parte alla competizioni senza grandissimi risultati. Nella stagione 2007-08 si classifica al terzo posto, ottenendo il miglior piazzamento della sua storia. A livello statale, invece, il club ha una buona tradizione: negli anni ottanta vince tre edizioni consecutive del Campionato Paulista, ripetendosi nel 1999, 2009 e 2010.
Nel corso della stagione 2014-15, dopo aver trionfato nella Coppa San Paolo, il club vince il primo trofeo nazionale della propria storia, aggiudicandosi la Coppa del Brasile.

## Rosa 2014-2015
| N° | Nome                  | Ruolo | Data di nascita  | Nazionalità sportiva |
| -- | --------------------- | ----- | ---------------- | -------------------- |
| 1  | Rosane Maggioni       | P     | 4 gennaio 1992   | Brasile              |
| 2  | Ellen Braga           | S     | 12 giugno 1991   | Brasile              |
| 3  | Mácris Carneiro       | P     | 3 marzo 1989     | Brasile              |
| 4  | Maira Claro           | S     | 7 marzo 1995     | Brasile              |
| 5  | Bruna Costa           | P     | 30 gennaio 1995  | Brasile              |
| 6  | Cibele Barboza        | S     | 16 luglio 1981   | Brasile              |
| 7  | Vivian Pellegrino     | C     | 31 maggio 1985   | Brasile              |
| 8  | Fernanda da Silva     | C     | 15 luglio 1984   | Brasile              |
| 9  | Rosamaria Montibeller | S/O   | 9 aprile 1994    | Brasile              |
| 10 | Kasiely Clemente      | S     | 6 dicembre 1993  | Brasile              |
| 11 | Lorenne Teixeira      | S     | 8 gennaio 1996   | Brasile              |
| 12 | Léia da Silva         | L     | 1º marzo 1985    | Brasile              |
| 13 | Francynne Jacintho    | S     | 16 luglio 1992   | Brasile              |
| 17 | Renata Colombo        | S/O   | 25 febbraio 1981 | Brasile              |

## Palmarès
- Coppa del Brasile: 1

2015
- Campionato Paulista: 6

1985, 1986, 1987, 1999, 2009, 2010
- Coppa San Paolo: 1

2014
- Salonpas Cup: 1

2003